# 브리짓 존스의 일기: 뉴 챕터
《브리짓 존스의 일기: 뉴 챕터》(영어: Bridget Jones: Mad About the Boy)는 2025년 개봉한 로맨틱 코미디 영화이다. 마이클 모리스가 감독을 맡았으며, 영화 《브리짓 존스》 시리즈의 네 번째 작품이다.

## 출연
- 러네이 젤위거 - 브리짓 존스
- 휴 그랜트 - 대니얼 클리버
- 에마 톰슨 - 롤링스 박사
- 추이텔 에지오포 - 월리커 선생
- 리오 우돌 - 록스터
- 콜린 퍼스 - 마크 다아시
- 짐 브로드벤트 - 콜린 존스
- 제마 존스 - 패멀라 존스
- 아일라 피셔 - 리베카
- 조젯 사이먼 - 탈리사
- 니코 파커 - 클로이
- 레일라 파르자드 - 니컬렛
- 세라 솔레마니 - 미란다
- 샐리 필립스 - 샤론
- 셜리 헨더슨 - 주드
- 제임스 캘리스 - 톰
- 실리아 임리 - 유나 앨콘베리
- 닐 피어슨 - 리처드 핀치
- 돌리 웰스 - 워니
- 클레어 스키너 - 마그다
- 캐스퍼 크노프 - 빌리 다시
- 밀라 얀코비치 - 메이블 다시

## 기타
- 스트리밍: 피콕
- 한국 개봉일은 기존 2025년 3월에서 4월 16일로 연기됐다.
- 크레딧이 올라가는 중반 쯤부터 사진 클립이 나오다 쿠키 영상이 나온다.